# Tierra de Medinaceli
Tierra de Medinaceli també coneguda com a Comarca de Arcos de Jalón està situada a l'est de la província de Sòria, a la comunitat autònoma de Castella i Lleó. El riu Jalón estructura la comarca, que és travessada per l'autovia de la N-II. El cap comarcal és Arcos de Jalón.

## Municipis
- Alcubilla de las Peñas
- Alpanseque
- Arcos de Jalón
- Baraona
- Medinaceli
- Miño de Medinaceli
- Villasayas
- Yelo